# Paris la blanche
Paris la blanche je francouzský hraný film, z roku 2017, který režírovala Lidia Leber Terki podle vlastního scénáře. Snímek měl světovou premiéru na filmovém festivalu v Angers dne 22. ledna 2017.

## Děj
Sedmdesátiletá Rekia, matka kmene Kabyle, jejíž manžel Nour před osmačtyřiceti lety odjel za prací do Francie, se rozhodne poprvé opustit Alžírsko a zamířit do Paříže, aby ho konečně přivedla zpět do vesnice.

## Obsazení
| Tassadit Mandi    | Rekia              |
| Zahir Bouzerar    | Nour, manžel Rekii |
| Karole Rocher     | Tara               |
| Sébastien Houbani | Steve, uprchlík    |
| Dan Herzberg      | Rico               |
| Marie Denarnaud   | Damia, sestra Tary |

## Ocenění
- France Bleu: Cena za nejlepší film
- Festival Premiers Plans v Angers: Cena Jeana-Clauda Brialyho pro francouzský celovečerní film
- Mezinárodní filmový festival Saint-Jean-de-Luz: Cena za nejlepší herečku (Tassadit Mandi)
- Cena Alice Guy